# Maluzsina
Maluzsina (szlovákul Malužiná) község Szlovákiában, a Zsolnai kerületben, a Liptószentmiklósi járásban.

## Fekvése
Liptószentmiklóstól 12 km-re délkeletre, a Boca-patak partján fekszik. Átlagos tengerszint feletti magassága 733 m, legmagasabb pontja 1727 m.

## Története
Első írásos említése 1362-ben „Maluzyn” alakban történik. A település a 18. század közepén keletkezett, mint a liptóújvári uradalom bányásztelepülése. 1765-ben építették első kohóját, mely a környéken bányászott rezet dolgozta fel. 1784-ben 7 háza és 103 lakosa volt.
A 18. század végén Vályi András így ír róla: „MALUZINA. Tót falu Liptó Várm. földes Ura a’ K. Kamara, lakosai külömbfélék, fekszik Hibbéhez közel, mellynek filiája.”
A 19. század elején már vendéglő is működött a faluban. A vörösréz bányászata 1807-ben indult meg. 1828-ban 60 házban 291 lakos élt a községben. Üvegkohója 1840-ben kezdte termelését.
Fényes Elek 1851-ben kiadott geográfiai szótárában így ír a faluról: „Maluzsína, tót falu, Liptó vmegyében: 258 kath., 26 evang. lak. Kősziklás hegyek és erdők közt. Kath. paroch. templom, és számos nézésre méltó királyi bányák, három épületekkel. Főképen nevezetessé teszi ezen helyet nagyban dolgozó rézhámora, mellyben szokott a Szomolnokról ide küldött réz is olvasztatni. F. u. a kamara. Ut. posta Okolicsna.”
Az 1860-as évekig tartott a vörösréz kitermelése, 1885-ig működött üvegkohója. A trianoni diktátumig Liptó vármegye Liptóújvári járásához tartozott.

## Népessége
| Év:            | 1994. | 2004.   | 2014.    | 2024.   |
| -------------- | ----- | ------- | -------- | ------- |
| Emberek száma: | 289   | 286     | 257      | 235     |
| Eltérés:       |       | -1,03 % | -10,13 % | -8,56 % |

| Év:            | 2023. | 2024. |
| -------------- | ----- | ----- |
| Emberek száma: | 235   | 235   |
| Eltérés:       |       | +0 %  |

1910-ben 287, túlnyomórészt szlovák lakosa volt.
2001-ben 278 lakosából 272 szlovák volt.
2011-ben 264-en lakták, ebből 261 szlovák, 1 magyar.

## Nevezetességei
- A Szent Kereszt felmagasztalása tiszteletére szentelt római katolikus plébániatemploma 1816-ban épült.
- Egy 1854-ben épített kápolna is áll a községben.
- Bányaépületei a 18. század végén épültek.

## Külső hivatkozások
- Községinfó
- Maluzsina Szlovákia térképén
- E-obce.sk Archiválva 2008. március 5-i dátummal a Wayback Machine-ben